# Bachórz (stacja kolejowa)
Bachórz – wąskotorowa stacja kolejowa Przeworskiej Kolei Dojazdowej w Bachórzu, w gminie Dynów, w powiecie rzeszowskim, w województwie podkarpackim, w Polsce. 
Została otwarta 8 września 1904 roku razem z wąskotorową linią kolejową z Przeworska do Dynowa. W sezonie letnim obsługuje ruch turystyczny.